# Aaron Booth
Aaron James Booth (Auckland, 12 settembre 1996) è un multiplista neozelandese.

## Biografia
Booth disputa le prime competizioni agonistiche di atletica leggera nel 2012, competendo nel salto in alto. Dall'anno successivo si avvicina alle prove multiple gareggiando e vincendo nell'octathlon ai Campionati oceaniani allievi. Debutta tra i seniores nel 2015, prendendo parte ai campionati continentali tenutisi a Cairns arrivando secondo, medesimo anno in cui appare alla sua prima Universiade in Corea del Sud. Alle successive edizioni delle Universiadi a cui ha preso parte ha vinto un bronzo nel 2017 e un oro nel 2019.
Booth ha gareggiato nei campionati NCAA per il team atletico della Kansas State University.

## Palmarès
| Anno | Manifestazione           | Sede    | Evento    | Risultato | Prestazione | Note |
| ---- | ------------------------ | ------- | --------- | --------- | ----------- | ---- |
| 2013 | Campionati oceaniani U18 | Papeete | Octathlon | Oro       | 5231 p.     |      |
| 2015 | Campionati oceaniani     | Cairns  | Decathlon | Argento   | 6183 p.     |      |
| 2015 | Universiadi              | Gwangju | Decathlon | 13º       | 6905 p.     |      |
| 2017 | Universiadi              | Taipei  | Decathlon | Bronzo    | 7523 p.     |      |
| 2019 | Universiadi              | Napoli  | Decathlon | Oro       | 7827 p.     |      |